# 扎普拉濟
47°46′16″N 30°9′47″E / 47.77111°N 30.16306°E
扎普拉濟（烏克蘭語：Заплази）是位於烏克蘭西南部的村莊，由敖德萨州波季利斯克区的柳巴希夫卡市鎮負責管轄。該村始建於1792年，面積1.63平方公里，海拔高度98米，2001年人口134，人口密度每平方公里82.06人。